# Kopjenica
Kopjenica (szerbül: Копјеница) szerb falu Bosznia-Hercegovinában, a Bosznia-hercegovinai Föderáció Una-Szanai kantonjában, Ključ községben. 

## Fekvése
Bosznia-Hercegovina nyugati részén, Bihácstól légvonalban 71, közúton 87 km-re délkeletre, Ključtól légvonalban 7, közúton 8 km-re északnyugatra fekszik.

## Népessége
| Nemzetiségi csoport | Népesség 1991 | Népesség 2013 |
| ------------------- | ------------- | ------------- |
| Szerb               | 458           | 33            |
| Bosnyák             | 0             | 3             |
| Horvát              | 0             | 0             |
| Jugoszláv           | 6             | 0             |
| Egyéb               | 4             | 1             |
| Összesen            | 468           | 37            |

## Története
A határában található régészeti lelőhelyek tanúsága szerint területe már az őskortól fogva lakott volt. A Kopjenica 1 számú lelőhely egy őskori halomsír, mely a bronzkorból vagy a vaskorból származik. A Kopjenica 2 (Han Glišo) lelőhelyen egy római temető és település nyomai találhatók. A temető sírjai közül többen téglatöredékeket találtak. Korukat az 1. és 3. század közötti időre teszik. A római korban itt vezetett át a Claudius útjának nevezett római kereskedelmi út, mely az itt talált mérföldkőből ítélve 47-48-ban épült és haladt át Bosznia északnyugati részén. Amint azt a salonai felirat is jelzi a császárkori építkezés Augustus császár úthálózat kiépítési terveit valósította meg. Az út a Szana folyó folyását követve kötötte össze a Bosznia északnyugati részén található bányavidéket délen Salona, északon pedig Siscia városával.
A falu 1878-ig tartozott az Oszmán Birodalomhoz, majd az Osztrák-Magyar Monarchia része lett. 1879-ben az első osztrák-magyar népszámlálás során Kopjenicán 37 házat és 224 ortodox szerb lakost számláltak. 1910-ben a településen 80 házat és 477 szerb lakost számláltak, valamennyien ortodoxok voltak. A monarchia szétesésével 1918-ben előbb a Szerb-Horvát-Szlovén Királyság, majd 1929-től a Jugoszláv Királyság része. 1921-ben Kopjenica településen 75 házat és 454 lakost számláltak.
A második világháború idején 1941. július 31. és augusztus 1 között a falu szörnyű napokat élt át, amikor az usztasák lerohanták és teljesen felégették a települést. A falu lakosait részben megölték, részben a közeli Ključra hajtották. A ključi általános iskola és a közeli erdészeti igazgatóság épülete mellett az usztasa összesen 542 embert gyilkolt meg, amelynek legnagyobb része kopjenicai szerb volt.
1945-től a szocialista Jugoszlávia része volt. 1995-ben a Sana hadművelet során szerb lakossága a visszavonuló szerb csapatokkal együtt elmenekült. A falut elfoglaló bosznia-hercegovinai hadsereg templomával együtt felgyújtotta és lerombolta. A háború után száznál kevesebb ember, többségében idős ember tért vissza a faluba. A többség Szerbiába, Ausztriába, Németországba vagy a Boszniai Szerb Köztársaság valamelyik városába költözött. 2013-ban 37 állandó lakosa volt.

## Nevezetességei
- A település Szentháromság tiszteletére szentelt pravoszláv templomát a boszniai háború előtt és alatt újították fel, de 1995-ben a falut elfoglaló bosznia-hercegovinai hadsereg felgyújtotta. A helyiek többször próbálták helyreállítani ezt a templomot, de nem volt elég ereje hozzá. A helyreállítási munkák 2011-ben kezdődtek.[11]

- A Kopjenicához tartozó ramići ortodox temploma 1859-ben épült, és a Boldogságos Szűz Mária Mennybemenetele tiszteletére szentelték fel. A templom fából készült. 1941-ben ezt a régi templomot lebontották. Csak a harangtorony egy része maradt meg, amelyet 1968/69-ben újjáépítettek. A harangtornyot 1995 őszén lerombolták. 2023-ban kezdték meg újjáépítését.